# Gelbsporiger Täubling
Der Gelbsporige Täubling (Russula flavispora) ist ein Pilz aus der Familie der Täublingsverwandten. Der seltene Täubling sieht dem Gemeinen Weißtäubling sehr ähnlich, hat aber gelbes Sporenpulver.

## Merkmale

### Makroskopische Merkmale
Der Hut ist 6–10 cm breit und bei jungen Fruchtkörpern zuerst gewölbt, später aber in der Mitte breit niedergedrückt und im Alter trichterförmig vertieft. Der Hutrand ist ziemlich dünn und zuerst eingerollt. Die Huthaut ist glatt und trocken und zuerst glänzend. Sie ist angewachsen und nur wenig oder gar nicht abziehbar. Der Hut ist zuerst weißlich gefärbt, wird aber von der Mitte schmutzig bräunlich und ist schließlich ockerbraun bis blass milchkaffeefarben gefärbt. Die Mitte ist dunkler als der blassere Rand.
Die schmalen, etwa 4–6 mm hohen Lamellen stehen fast gedrängt und sind ziemlich cremegelb bis creme-ockerfarben. Am Ansatz können sie einen mehr oder weniger deutlichen bläulichen Schimmer aufweisen, wie bei Russula chloroides var. blumiana der Fall ist. Sie sind stark mit Lamelletten untermischt, aber nicht queradrig verbunden und laufen weit am Stiel herab. Das Sporenpulver ist blass gelb (IVa-b nach Romagnesi).
Der glatte oder gerunzelte (besonders an der Spitze) Stiel ist recht kurz bis zu 3 cm lang und bis 1,5 cm dick. Er ist zuerst weißlich und voll, dann ein wenig strohgelblich oder bräunlich gefärbt und markig.
Das weiße Fleisch ist fest, dickfleischig und sein Geruch erinnert an den Kratzenden Kamm-Täubling oder an den Gemeinen Weiß-Täubling, fast widerlich bis leicht fruchtig, aber ziemlich angenehm. Der Geschmack ist scharf, in den Lamellen brennend scharf. Mit Eisensulfat verfärbt sich das Fleisch trüb rosa, die Guajakreaktion ist positiv.

### Mikroskopische Merkmale
Die dornigen Sporen sind 7–9 µm lang und 6–7 µm breit. Die 0,7 bis 1 µm hohen Dornen stehen isoliert oder sind selten leicht gratig oder durch feine Linien, aber nie netzig verbunden. Die Basidien sind 47–60 µm lang und 10–11,5 µm breit. Der Hilarfleck ist leicht amyloid. Die Zystiden werden bis zu 120 µm lang und 10 µm breit. Sie sind zylindrisch und oft appendikuliert, mit Sulfovanillin lassen sie sich nur schwach und oft nur teilweise anfärben.
Die Huthaut hat 2(3) µm breite, sehr schlanke Hyphen-Endzellen und 3–5,7 µm breite Pileozystiden, die sich mit Sulfovanillin gut anfärben lassen.

## Ökologie und Verbreitung

Europäische Länder mit Fundnachweisen des Gelbsporigen Täublings.
Legende:
Länder mit Fundmeldungen
Länder ohne Nachweise
keine Daten
außereuropäische Länder

Wie alle Täublinge ist der Gelbsporige Täubling ein Mykorrhizapilz, der mit verschiedenen Laubbäumen eine symbiontische Partnerschaft eingehen kann. Dabei bevorzugt er wohl Eichen, aber auch Rotbuchen und Linden kommen als Wirte in Frage. Man findet ihn in Buchen-, aber auch in anderen Laubwäldern, oft am Rande von silikathaltigen Wegen.
Es ist eine rein europäische Art mit primär mediterran-atlantischer Verbreitung. Bisher wurde die Art in Frankreich, Italien, Deutschland, Slowenien und Kroatien nachgewiesen. Aus Österreich gibt es seit 1988 keinen gesicherten Nachweis.

## Systematik

### Infragenerische Systematik
Der Gelbsporige Täubling wird von Bon in die Untersektion Pallidosporinae gestellte, die ihrerseits in der Sektion Plorantes steht. Bei den Vertretern der Untersektion handelt es sich um milchlingsartige Täublinge, die mehr oder weniger gelbliche Lamellen haben. Auch das Sporenpulver ist dunkel cremefarben bis gelblich. Der Gelbsporige Täubling ist mit dem Gelbblättrigen Täubling nahe verwandt.

## Bedeutung
Aufgrund seines scharfen Geschmacks gilt der Täubling als ungenießbar.